# Porto Ercole
Porto Ercole  (ou Porto Hercules) est un village italien, frazione de la commune de Monte Argentario, en Toscane.En hauteur se trouve la Forteresse aldobrandesque de Porto Ercole, une place forte disputée, notamment durant les guerres d'Italie.

## Histoire
C'est sur une plage de Porto Ercole que le peintre Caravage meurt en 1610, alors qu'il s'apprête à revenir à Rome après avoir obtenu le pardon pontifical, à la suite d'un crime commis quatre années plus tôt. Son certificat de décès, retrouvé en 2001 dans le registre des décès de la paroisse de Saint-Érasme de Porto Ercole, signale qu'il est mort « à l'hôpital de Sainte-Marie-Auxiliatrice, des suites d'une maladie », a priori le paludisme.
Depuis, un monument en ville lui rend hommage.

### Architecture militaire
- Rocca aldobrandesca
- Murailles de Porto Ercole
- Bastion de Santa Barbara
- Forte Filippo
- Forte Stella
- Forte Santa Caterina
- Torre Mulinaccio
- Torre dell'Acqua
- Phare de Porto Ercole

## Galerie

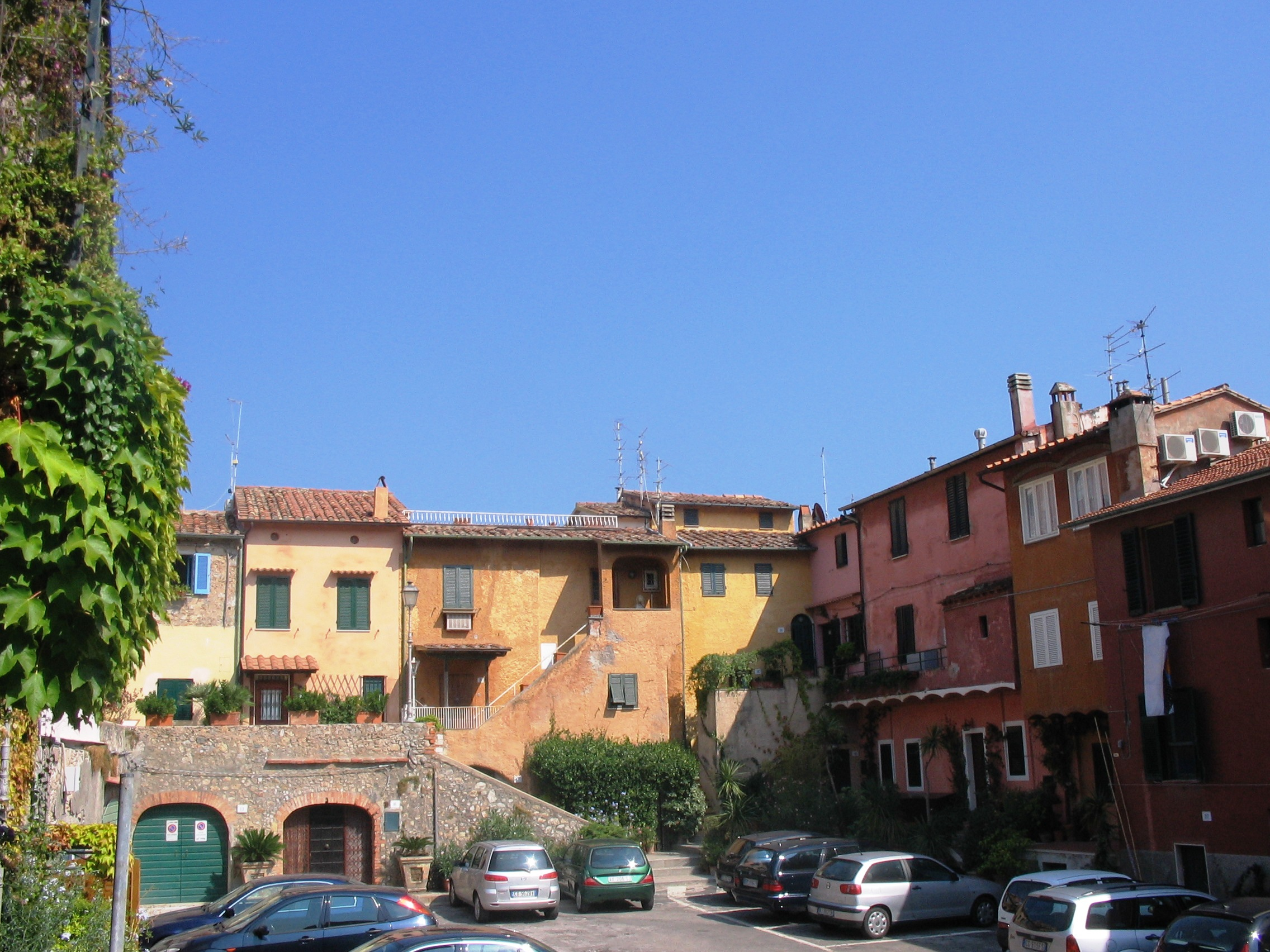
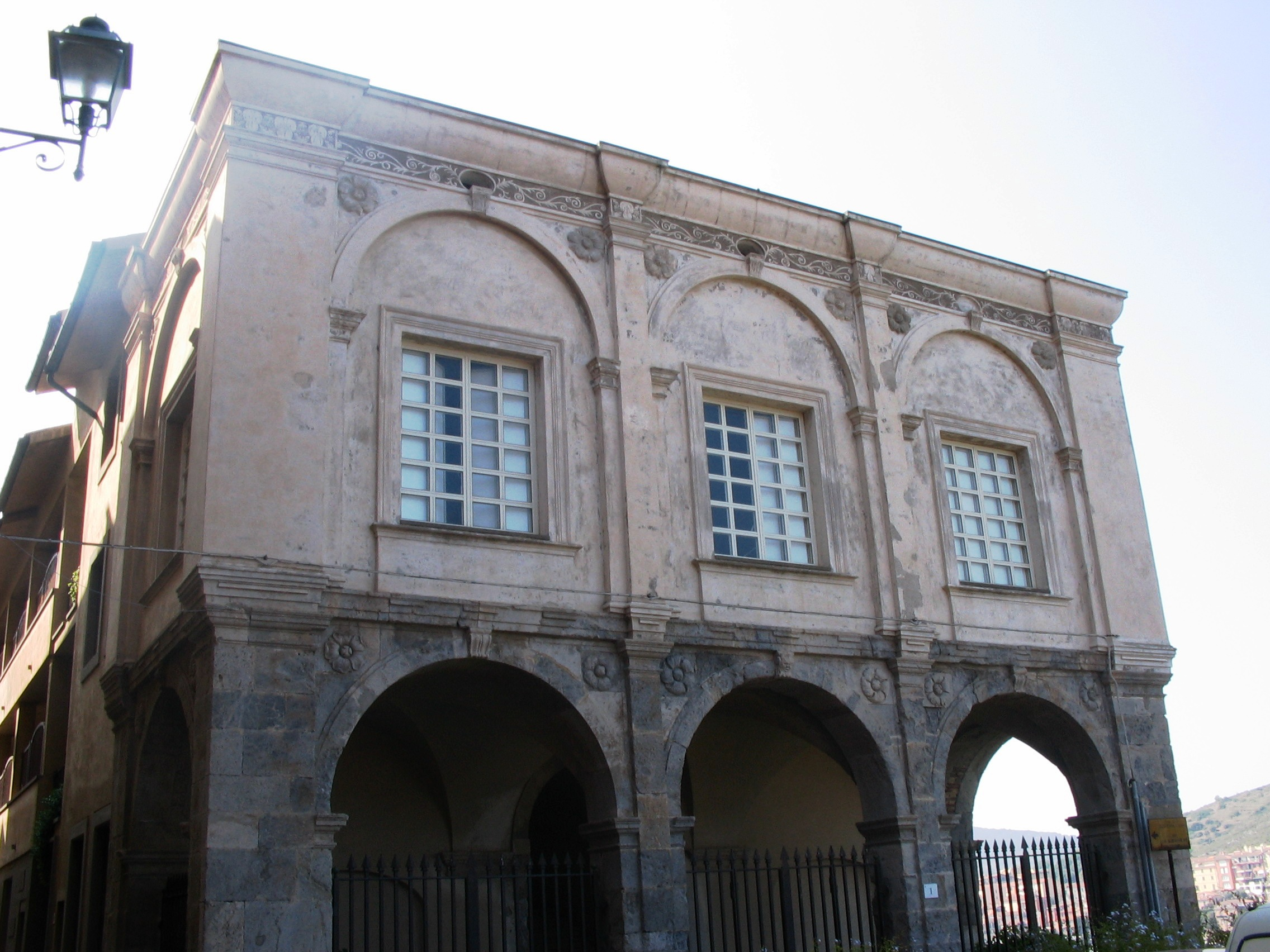
Palais du Gouverneur
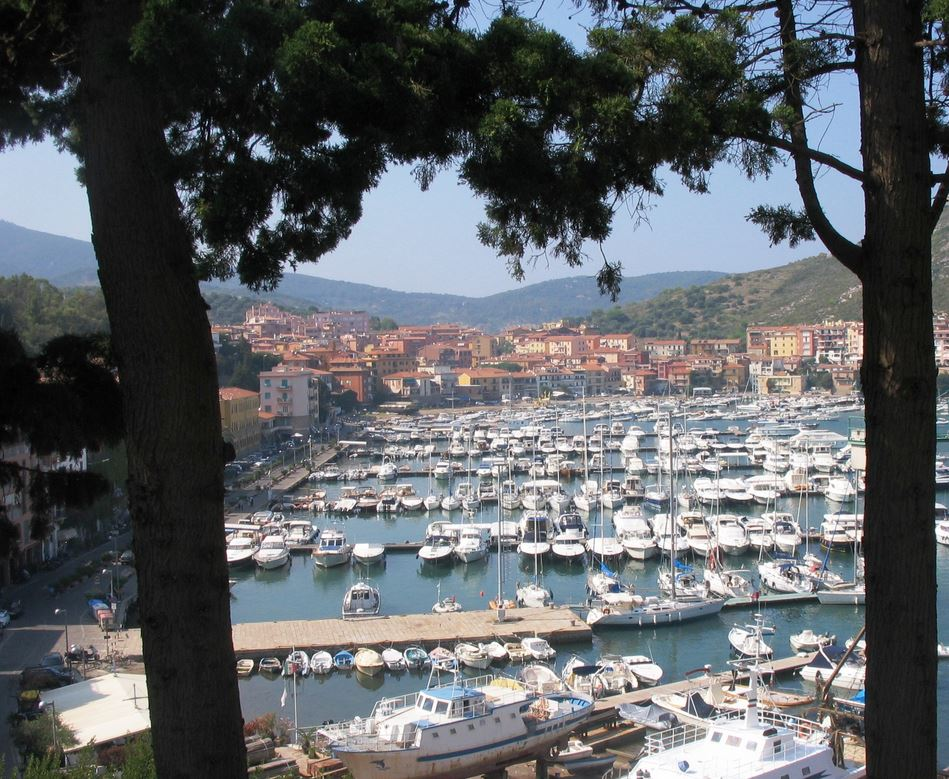
Vue du port
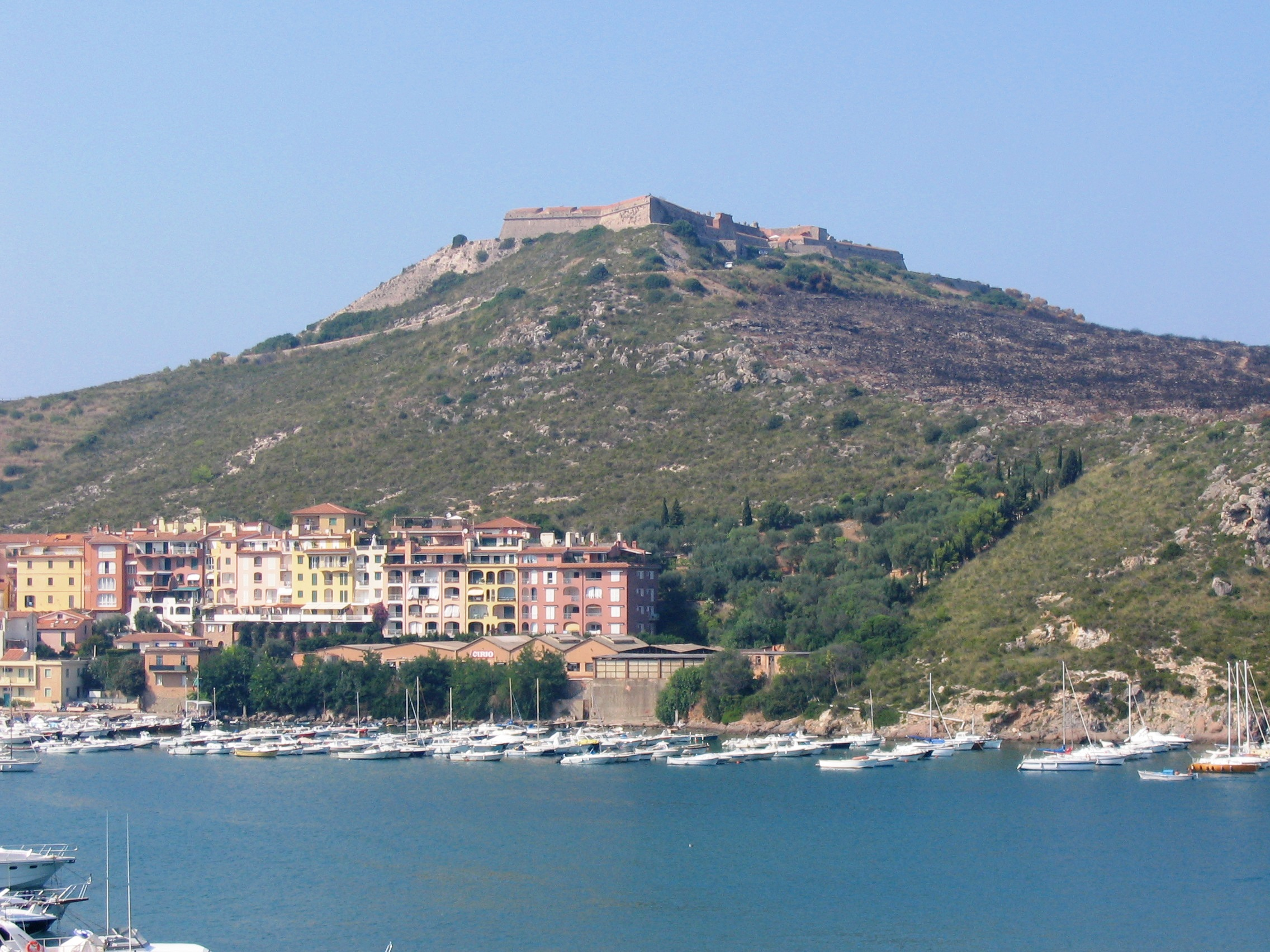
Le port au pied de la forteresse
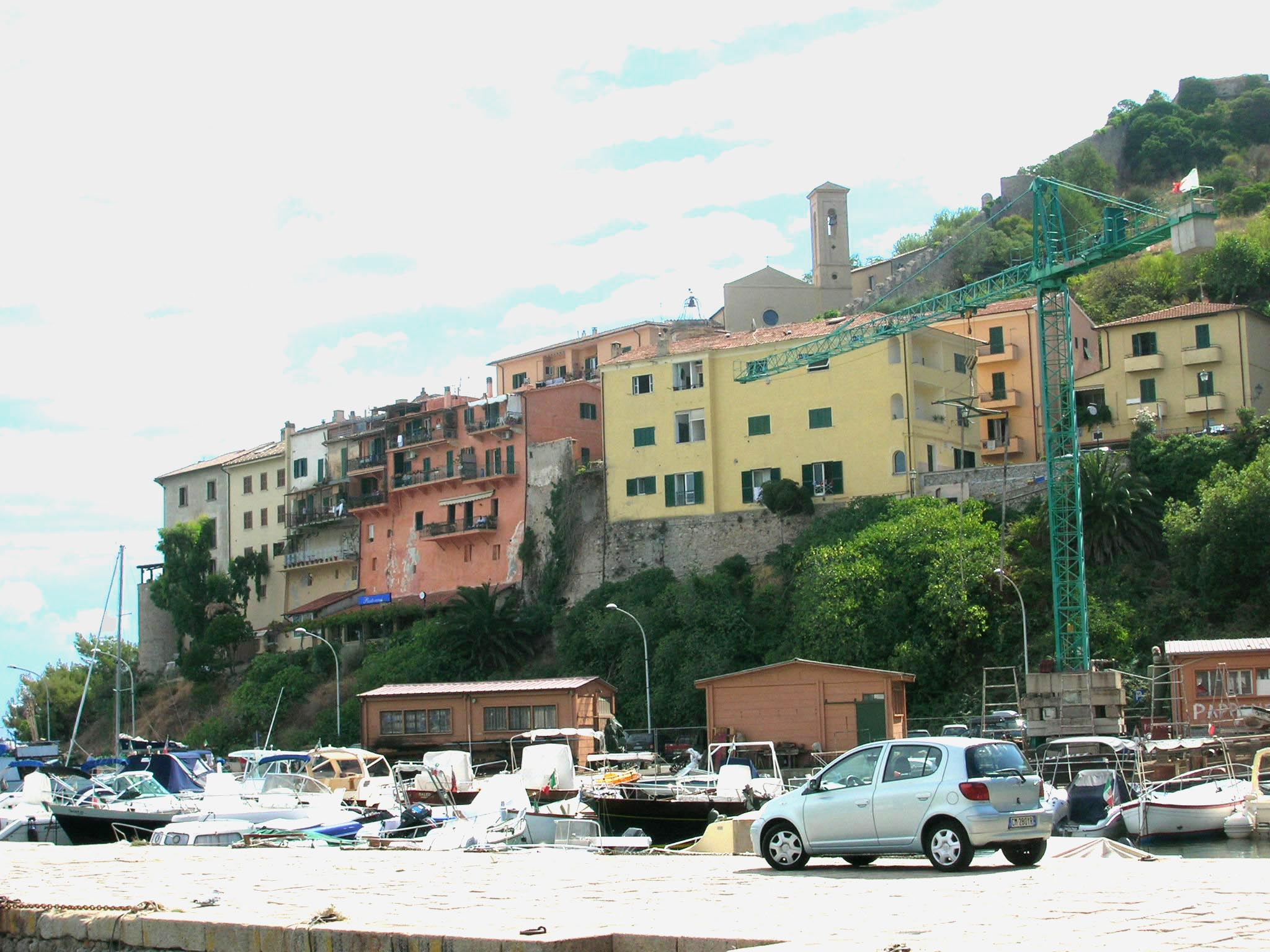
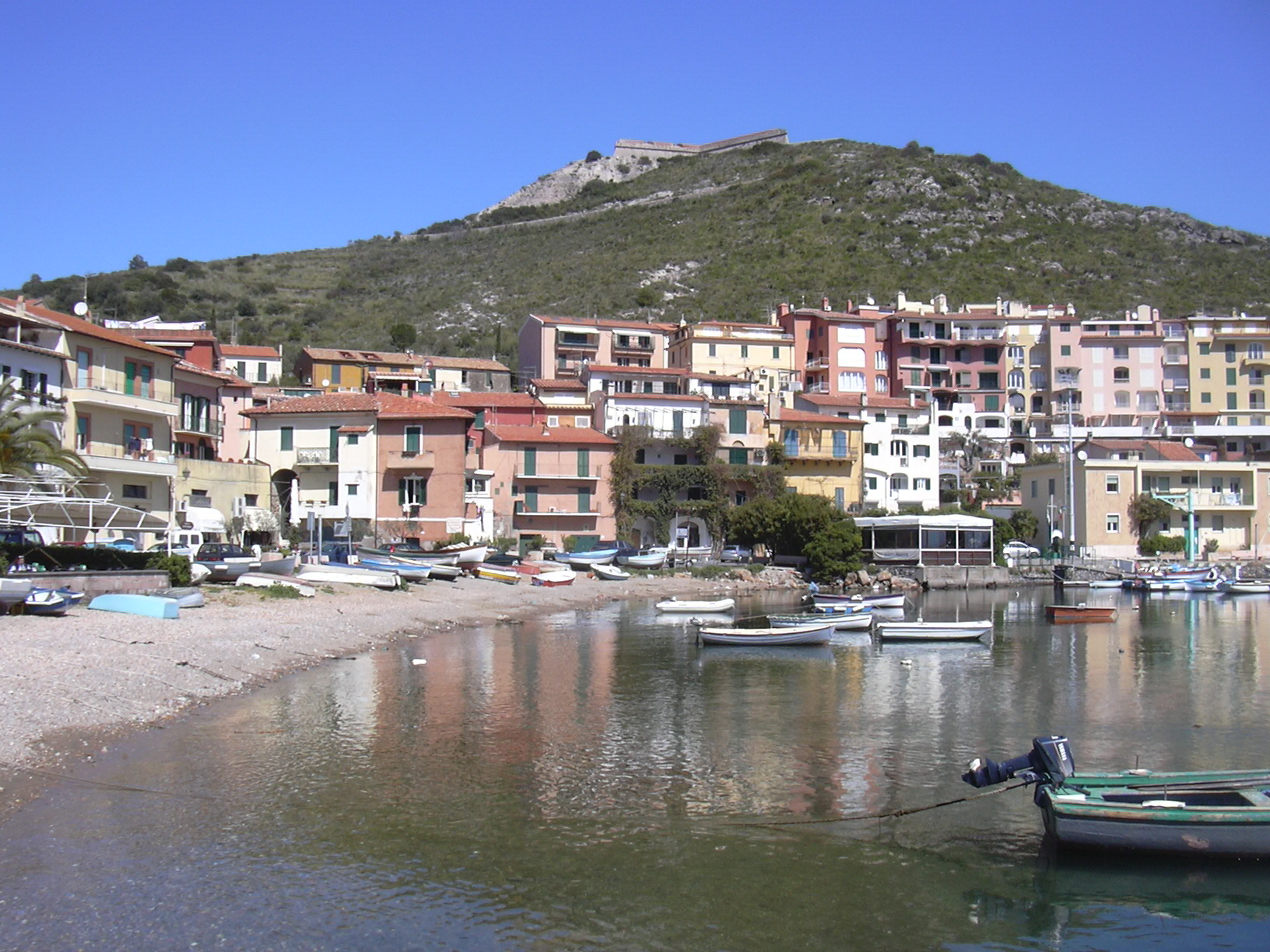
Le port
Forte Filippo
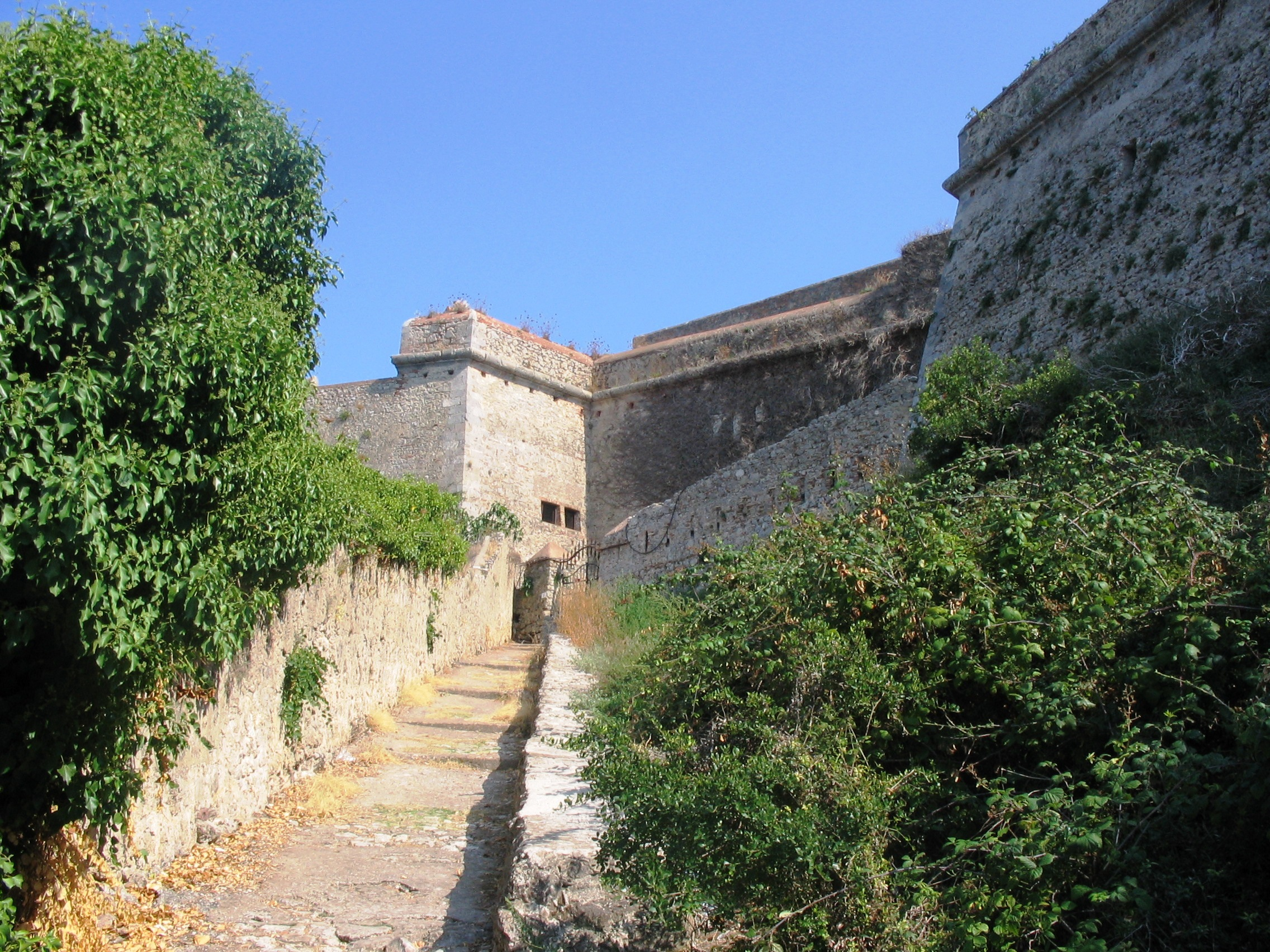
Montée à la forteresse
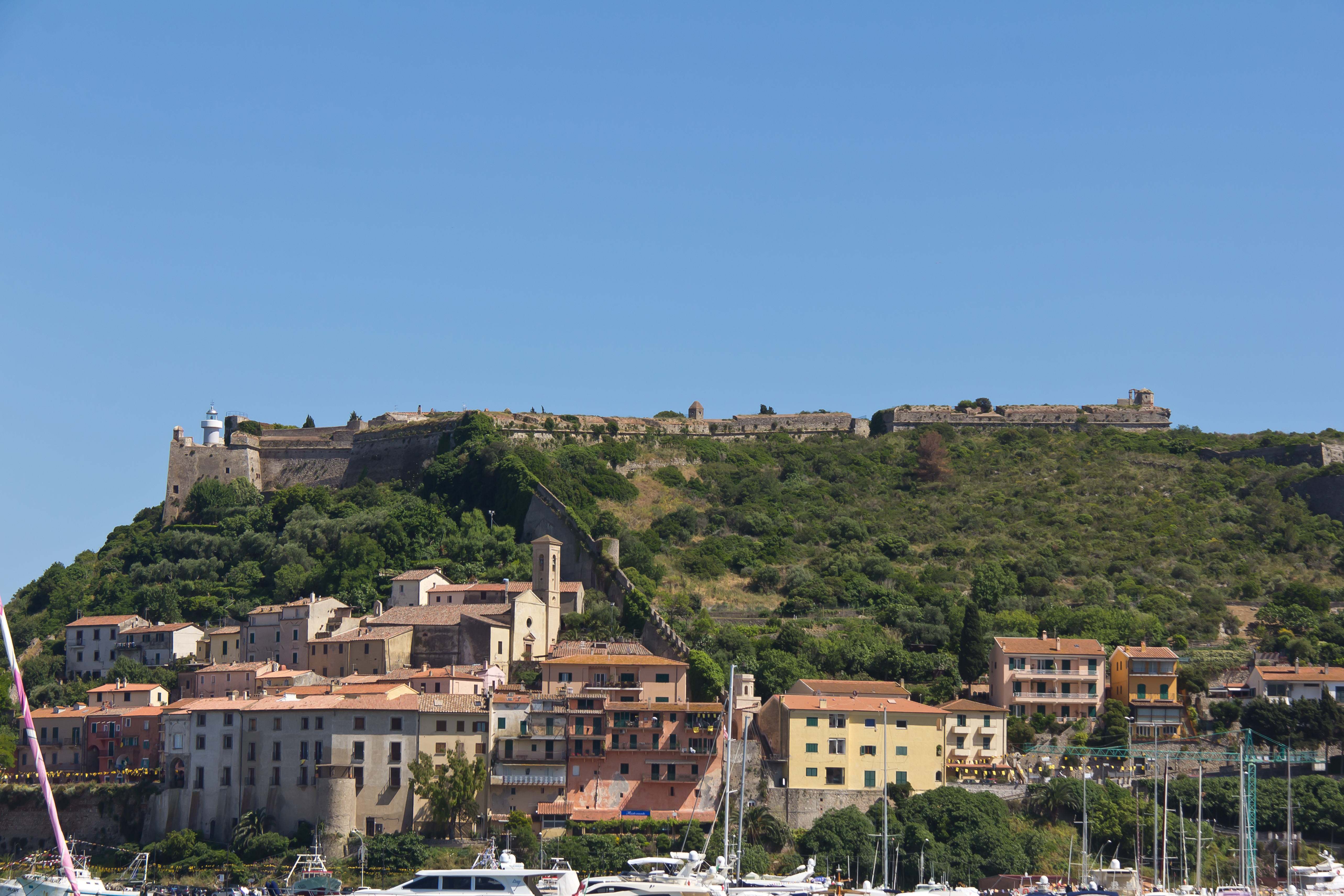
Vue générale
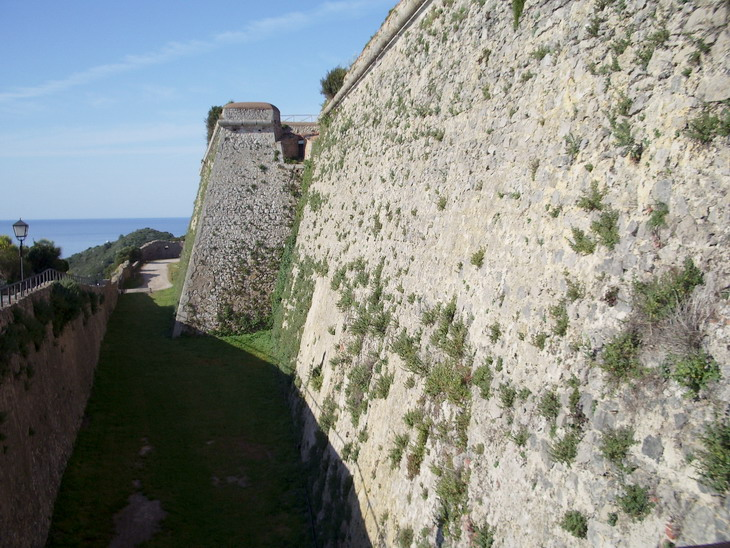
Bastions